# Dicranomyia bangerteri
Dicranomyia bangerteri là một loài ruồi trong họ Limoniidae. Chúng phân bố ở miền Cổ bắc.